# Prowincja Ioba
Prowincja Ioba – jedna z 45 prowincji w Burkina Faso.
Ma powierzchnię niespełna 3,3 tysiąca km². W 2006 roku mieszkało w niej prawie 200 tysięcy ludzi. W 1996 roku na jej terenach zamieszkiwało prawie 161,5 tysiąca osób.